# アンドーヤロケット発射場
座標: 北緯69度17分39秒 東経16度01分15秒 / 北緯69.29417度 東経16.02083度

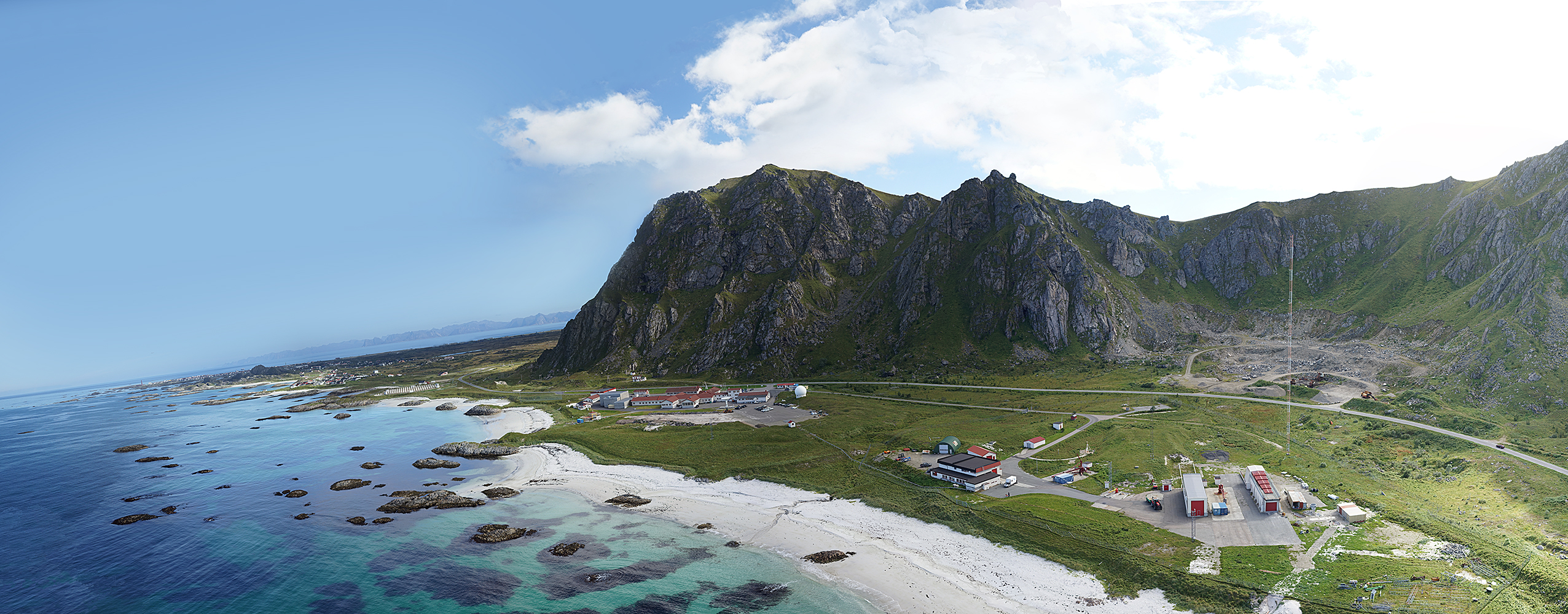
空撮

アンドーヤロケット発射場（アンドーヤロケットはっしゃじょう）はロフォーテン諸島最北部のアンドーヤ島に位置し、島内に4つの射点をもつ観測ロケット等小型ロケット及び観測気球の発射場である。ノルウェー貿易産業省ノルウェー宇宙センターが90%、コングスベルグ・ディフェンス・アンド・エアロスペースが10%、それぞれ出資し運用している。1962年に設立されて以来、アメリカ航空宇宙局(NASA)、ドイツ航空宇宙センター(DLR)、宇宙航空研究開発機構(JAXA)、フランス国立宇宙センター(CNES)をはじめ、70を越える宇宙機関や企業が1,200機以上のロケットを打ち上げている。また、1972年以降はヨーロッパ宇宙機関の支援を受けている。
北極圏に位置することからオーロラの観測に用いられる事が多い。